# سیدی عبدلی
سیدی عبدلی (به عربی: سيدي العبدلي) یک شهرداری در الجزایر است که در استان تلمسان واقع شده‌است.